# Ľuboš Hajdúch
Ľuboš Hajdúch (ur. 6 marca 1980 w Levicach) – słowacki piłkarz, występujący na pozycji bramkarza.
W pierwszej drużynie MFK Ružomberok występował w latach 2002–2009. W sezonie 2005/2006 zdobył Mistrzostwo Słowacji oraz Puchar Słowacji, z drużyną z Rużomberku. Następnie był piłkarzem klubów Levadiakos FC, Termalica Bruk-Bet Nieciecza, Kaposvári Rákóczi FC i Puskás Akadémia FC. W 2015 został piłkarzem MFK Skalica.
W reprezentacji Słowacji zadebiutował 1 marca 2006 roku, w meczu z reprezentacją Francji. Kolejny występ w reprezentacji narodowej zaliczył 20 maja 2006 roku, w towarzyskim spotkaniu z reprezentacją Belgii. Następnie wystąpił w meczu z reprezentacją Malty, który odbył się 15 sierpnia 2006 roku. Natomiast 15 listopada 2006 roku, zagrał w meczu z reprezentacją Bułgarii. Swój ostatni jak dotychczas występ w reprezentacji zanotował 16 października 2007 roku, w spotkaniu z reprezentacją Chorwacji.
W czerwcu 2008 roku pojawiły się informacje o tym, że Wisła Kraków jest zainteresowana Hajduchem. 6 lutego 2009 roku dyrektor sportowy Wisły Kraków, Jacek Bednarz potwierdził zainteresowanie piłkarzem.

## Statystyki
(stan na 1 października 2009)
| Sezon     | Klub                         | Liga         | Liczba meczów | Liczba bramek |
| --------- | ---------------------------- | ------------ | ------------- | ------------- |
| 2002/2003 | MFK Ružomberok               | Superliga    | 4             | 0             |
| 2003/2004 | MFK Ružomberok               | Superliga    | 9             | 0             |
| 2004/2005 | MFK Ružomberok               | Superliga    | 15            | 0             |
| 2005/2006 | MFK Ružomberok               | Superliga    | 33            | 0             |
| 2006/2007 | MFK Ružomberok               | Superliga    | 29            | 0             |
| 2007/2008 | MFK Ružomberok               | Superliga    | 29            | 0             |
| 2008/2009 | MFK Ružomberok               | Superliga    | 27            | 0             |
| 2009/2010 | MFK Ružomberok               | Superliga    | 4             | 0             |
| 2010/2011 | Levadiakos FC                | Super League | 0             | 0             |
| 2010/2011 | Termalica Bruk-Bet Nieciecza | I liga       | 2             | 0             |
| 2011/2012 | Kaposvári Rákóczi FC         | NB I         | 27            | 0             |
| 2012/2013 | Kaposvári Rákóczi FC         | NB I         | 30            | 0             |
| 2013/2014 | Puskás Akadémia FC           | NB I         | 25            | 0             |
| 2014/2015 | Puskás Akadémia FC           | NB I         | 4             | 0             |